# Visoka pesem
Visoka pesem je ena od knjig Svetega pisma Stare zaveze. Knjigo sestavlja ciklus ljubezenskih pesmi, ki imajo v glavnem obliko dialoga med zaročencem in zaročenko.
Slovensko ime Visoka pesem izvira iz nemškega naslova Hohelied oziroma Hohes Lied, ki ga je prvi uporabil Martin Luther. V drugih jezikih se imenuje po prvi vrstici: Pesem pesmi (hebrejsko: שיר השירים‎ [Šir ha-Širim], grško: starogrško Ἄσμα Ἀσμάτων[Asma Asmaton], latinsko: Canticum Canticorum).
Prva vrstica pesmi navaja, da je to »Pesem pesmi, ki je Salomonova«. Zaradi tega stavka nekateri pripisujejo avtorstvo pesmi judovskemu kralju Salomonu — pesem naj bi opisovala njegovo ljubezen do lepe Šulámke (oziroma Šulamljanke ali Sulamite — v starejših prevodih). Drugi razlagajo omenjeni stavek drugače: »Pesem pesmi, ki je posvečena Salomonu«. Nekateri viri navajajo možnost, da je v pesmi opisana monogamna ljubezen v nekem smislu celo kritika Salomonovega poligamnega življenja (kot je znano je imel Salomon zelo veliko žena in priležnic).
Mnogi bralci v Visoki pesmi ne vidijo drugega kot pristno ljubezensko poezijo. Tradicionalno judovstvo in krščanstvo pa vidita v pesmi tudi močno pripodobo Božje ljubezni do svojega ljudstva oziroma Kristusove ljubezni do svoje Cerkve (to je tudi razlog, zakaj je Visoka pesem sploh vključena v Sveto pismo). Dejansko Bog v pesmi ni omenjen niti enkrat, zato nekateri dvomijo v smiselnost te prispodobe. Nasprotno: nekateri deli so nabiti s čutnostjo in telesno erotiko, kar najbrž res ni lastnost ljubezni med Kristusom in Cerkvijo. Od vseh slovenskih izdaj Svetega pisma telesno erotičnost najbolj izraža Chráskov prevod s stavki kot so:
Pregibi tvojega bedra so kakor nakitne verižice ... Popek tvoj je kakor lepo okrogla čašica, v kateri ne manjka mešanega vina ... Prsi tvoje so kakor dve srnici ... (glej Biblija.net - Chráskov prevod (CHR))
Drugi prevajalci so taka mesta prevedli precej bolj zadržano.

## Visoka pesem v umetnosti
Visoka pesem je bila navdih za številne likovne umetnine, pa tudi za literarna dela. 
Eden od najboljših primerov vključitve Visoke pesmi v drugo literarno delo je Ecov roman Ime rože.